# Soundpieces: Da Antidote
Soundpieces: Da Antidote è il primo album del gruppo musicale hip hop statunitense Lootpack, trio composto da Madlib, Wildchild e da DJ Romes. Pubblicato il 29 giugno 1999, l'album è distribuito da Stones Throw nel mercato degli Stati Uniti e da Groove Attack Productions in Germania. Nel 2001 la Stones Throw lo commercializza anche in Giappone, nel 2004 arriva anche in Europa distribuito da PIAS e l'anno seguente esce in Australia attraverso Basement Digs.
Collaborano al disco anche i Dilated Peoples. 
| Recensione    | Giudizio    |
| ------------- | ----------- |
| AllMusic      | [ 1 ]       |
| The A.V. Club | sfavorevole |
| Exclaim!      | favorevole  |

## Tracce
Musiche di Madlib.
1. Da Antidote – 1:34
2. Questions – 3:54
3. Long Awaited (featuring Dilated Peoples) – 4:45
4. B-Boy Theme – 0:52
5. Whenimondamic – 2:46
6. The Anthem – 3:26
7. Level Zero (featuring Medaphoar & Oh No) – 3:26
8. Crate Diggin – 2:55
9. Law of Physics – 2:29
10. Frenz Vs Endz (featuring Kazi) – 3:07
11. Interview With Kurt – 1:10
12. Speaker Smashin – 3:14
13. New Year's Resolution – 2:57
14. Answers (featuring Quasimoto) – 4:44
15. Likwit Fusion (featuring Defari & Tha Alkaholiks) – 4:47
16. Hityawitdat – 3:13
17. Verbal Experiments – 3:43
18. Stylewild – 0:36
19. Weededed – 3:15
20. 20 Questions (featuring Quasimoto) – 1:06
21. Break Dat Party (featuring Declaime) – 3:35
22. Wanna Test (featuring Medaphoar) – 3:24
23. Episodes (featuring Declaime, God's Gift, Kazi, Medaphoar & Oh No) – 8:44
24. Outro – 0:18

Durata totale: 74:00